# Esdoorndwergspanner
De esdoorndwergspanner (Eupithecia inturbata) is een nachtvlinder uit de familie van de spanners (Geometridae).

## Kenmerken
De voorvleugellengte bedraagt tussen de 8 en 10 mm. De basiskleur van de voorvleugel is brijsbruin met vaak wat geel in het midden. De tekening oogt vlekkerig. De vlinder kan makkelijk verward worden met onder andere de wilgendwergspanner en is moeilijk op naam te brengen.

## Levenscyclus
De esdoorndwergspanner gebruikt Spaanse aak als waardplant. De rups is te vinden in april en de eerste helft van mei. De soort overwintert als ei. Er is jaarlijks een generatie die vliegt in juli en augustus.

## Voorkomen
De soort komt verspreid in Centraal-Europa, Groot-Brittannië en het zuiden van Scandinavië. De esdoorndwergspanner is in Nederland en België een zeer zeldzame soort.